# Ancienne caserne d'artillerie
L'ancienne caserne d'artillerie est un ancien bâtiment militaire remarquable de l'île de La Réunion. Situé 1, rue Jean-Chatel dans le quartier du Barachois, à Saint-Denis, il est inscrit en totalité, y compris le terrain d’assiette, à l'inventaire supplémentaire des Monuments historiques depuis le 9 mai 2006,. 

## Historique
À la fin du XVIIIe siècle, une première série de constructions accueille l'arsenal et la direction de l'artillerie de marine. Des plans de reconstruction prennent forme entre 1835 et 1849 sous la direction du Génie militaire, une organisation spatiale restée inchangée depuis. La caserne est désaffectée lorsque les troupes coloniales sont déplacées à Madagascar[Quand ?]. 
L'ancienne caserne d'artillerie accueille longtemps, et jusqu'à son déménagement au sein de la Technopole de La Réunion, le siège régional du Réseau Outre-Mer première. 
Racheté en 2017 par la société Cirano Group, le bâtiment accueillera à compter de 2018 l’ensemble du groupe, une plate-forme de studios en time share, une salle de spectacle et un restaurant,